# Dカード
dカード（ディーカード）とは、株式会社NTTドコモ（以下「ドコモ」）のクレジットサービスである。旧称はDCMX（ディーシーエムエックス）。
クレジットカードは、iD一体型dカード（レギュラーカード）、iD一体型dカード GOLD（ゴールドカード）、iD一体型dカード PLATINUM（プラチナカード）、事前にチャージした金額分だけ使用できるiD一体型dカード プリペイド（プリペイドカード）のほかにカードを発行せずドコモの携帯利用料金と合算請求となるd払い（iD）（旧：dカード mini、おサイフケータイ用iD）の5タイプがある。
DCMX時代は、クレジットカードが発行されるDCMX、及びiD一体型DCMX（レギュラーカード）、DCMX GOLD、およびiD一体型DCMX GOLD（ゴールドカード）、おサイフケータイ非対応機種の利用者がDCMXまたはDCMX GOLDカードと紐付けるカード型iD、クレジットカードを発行せずドコモ利用料金と合算請求となるDCMX mini（おサイフケータイ用iD）の6タイプが用意されていた。
DCMXブランド発表時には、プロトタイプのプラチナカード、ブラックカードが紹介されていたが、実際に発行されることはなかった。dカードへの改称後、2024年11月25日にプラチナカードが提供開始された｡

## 概要
2005年4月に、おサイフケータイを用いたクレジットサービスを開発することを一つの目的としてドコモが三井住友カード株式会社（以下「SMCC」）の株式の34%を取得した。iDやDCMXサービスを共同開発し開始した。
2005年12月1日から開始したiDは、ドコモのおサイフケータイ向けの「クレジット決済規格（ブランド）」としてのサービスである。対して、DCMXは一般のクレジットカード発行会社と同じ発行会社（イシュア）という立場となり、旧:ドコモグループ各社がクレジットカード業に進出した。iDサービスの視点から見れば、利用できるイシュアにドコモの「DCMX」が加わったことになる。
「DCMX」そのものはドコモが提供するサービスであるが、「DCMXカード」「DCMX GOLD」の審査・請求業務とカード及びiD利用に関わるインフラそのものは、SMCCへのアウトソーシング（バックオフィス受託）によって行われていた。NTTドコモとして業務を行うため、表向きにはSMCCの社名が出ない。なお、DCMXセンター（コールセンター）はドコモ自社の運営であり、DCMX延滞時の債権回収業務はニッテレ債権回収に委託している。
DCMX以前のNTTドコモのクレジット関連サービスは、2002年9月からクレジットカード会社8社から提携カードとして発行されていた「ドコモカード」があった（2010年までに終了）。ショッピング決済でのドコモポイント積算やケータイ補償など大半の特徴はDCMXに引き継がれた。電子マネー分野では以下の実用化テストを行っていた。2003年から2004年にかけてVISA InternationalとVISA発行会社のSMC・当時の日本信販（現:三菱UFJニコス）等と共同で赤外線通信機能が付いたiアプリ対応電話機を用いたクレジットサービスVISAッピと、2004年にはジェーシービーと旧:ドコモ地域会社との共同で、iモードFeliCaを用いた少額決済（QUICPayモバイル）である。
2015年12月1日より開始したdポイントクラブサービスにあわせ、DCMXは「dカード」へと改称した。改称に伴い、DCMX時代のクレジットカード機能に加え、新たに同日よりドコモが開始した共通ポイントサービスであるdポイントのポイントカード機能を搭載するようになった。また、発行されるカードがiD機能搭載のみになり、iD非搭載カードの提供は終了した。インコ（オウムという説もある）の兄弟キャラクター・ポインコ兄弟（声はロッチの2人）のみ、もしくは中条あやみと共に出演する「dカード」「dポイント」のテレビCMを放送。
DCMX所有者がdポイントサービスを使用する場合は、別途ドコモショップやdポイント加盟店でクレジットカード機能非搭載のdポイントカードを入手するか、dカードへ切り替える必要がある。
2019年4月1日、ドコモが保有していたSMCC株式を全て三井住友フィナンシャルグループに売却し、資本提携を解消。三井住友カードとの提携発行カード番号は、SMCC提携カードは「4980」「5302」「5334」のいずれかから始まり、自社発行カードは「4363」「5344」「5365」のいずれかから始まる。会員サイトやキャッシング、dカードケータイ補償など、一部サービス内容が異なる。
2024年11月25日、プラチナカードとしてdカード PLATINUMの提供を開始した。

### ブランディング
DCMX時代のブランディングは、iDに続いてアートディレクターの水野学が担当した。ドコモ側のブランド戦略による「格好良いカード」のコンセプトに基づいて、歴史のある欧州の金融機関をモチーフにした王冠のエンブレムを中心に、カード券面や申込書・明細書の他、DCMX向きのiD端末などDCMXに関わるほとんどのデザインを手がけている。
ネーミングも水野によるもので、DCMXは、DoCoMo Xを意味し、「ドコモ（DoCoMo）のクレジットサービスが、これからクレジット業界で大きく羽ばたいていく（X=未知数、希少な価値）」との期待を込めて名づけられたという。

## 会員数
2009年8月24日、総会員数が1000万を突破。
2024年10月現在、dカード、dカード GOLDの会員数は約1800万。うち、dカード GOLDの会員数は約1100万となっている。

## 入会条件
dカード、dカード GOLD、dカード PLATINUMを申し込む場合は、次の様な条件を満たす必要がある。
- 個人名義であること（法人不可）。
- 未成年者の場合は、その親権者または後見人の同意を得ていること。
- その他、ドコモが定める条件を満たすこと等。

dカード プリペイドの場合は中学生以上、dカードの場合は高校生を除く18歳以上、dカード GOLDの場合は学生を除く18歳以上、dカード PLATINUMの場合は学生を除く20歳以上でなければ申し込めない。プリペイドを除き、属性や個人信用情報照会結果を勘案したクレジットカードとしての入会審査も行われる。

### 入会審査

#### dカード
dカードは通常のクレジットカードと同じく入会審査が行われる。利用特典等が制限されるがドコモ契約者以外も申し込み可能である。
ドコモ利用代金の支払い状況の他にも、各々の信用情報状況によっては審査が否決となる場合もある。クレジットカード#入会についてを参照

## 各サービスの特徴

### dカード
- 年会費は無料である。当初は初年度無料、2年目以降は1年間未使用の場合に年会費が発生したが、2019年10月以降は完全無料化された[12]。
- dポイントのポイントカード機能があり、dポイント加盟店でポイントを貯めたり使ったりすることができる。
- クレジットカードの国際ブランドはMasterCardまたはVISAを選ぶことができる。国際ブランド違いであっても2枚を所持することはできない。また、Apple PayはMasterCardの場合は全ての機能が利用できるが、VISAの場合はiDの加盟店のみ利用となり、対応サイト及びアプリでの決済には対応していない。また、VISAブランドは2019年3月1日発行分よりVisaのタッチ決済が搭載された。
- 支払方法は分割払やリボルビング払も選択可能であり、利用額に応じてドコモポイントがたまる特典がある。
- iD（アットバンク限定、2013年12月15日取扱終了）およびdカードでキャッシングも利用できる。
- dカード ETCカード（条件付年会費無料）を追加発行することができる。

#### クレジットカード利用
- VISAまたはMasterCardとして世界中で利用できる他、ドコモ利用代金およびクレジットカード払いに対応する公共料金の支払いも可能である。
- VJA加盟会社（ライセンスは三井住友カード）として、Edyバリューのオンラインチャージが可能。

#### iD利用
- 三井住友カード iDと同じクレジットカード一体型は、dカードにブランド変更した2015年に提供開始[13]。
- 定められた総限度額の範囲内でショッピング利用は、決済一回あたり20万円まで利用できる。

利用方法についてはiD (クレジット決済サービス)を参照。

### dカード GOLD
dカードのサービスに加え、ゴールドカードとして下記のサービスが提供される。2012年（平成24年）3月1日に、サービス内容の改定が行われた。
- 年会費は1万円（税抜）、家族カード1枚目無料、家族カード2枚目以降1,000円（税抜）/枚
- 年間ご利用額特典(ケータイ購入ご優待券など、税込100万円以上の利用で10,000円分）
- GOLDカード保持者(家族カード含む)のドコモ携帯・ドコモ光・ドコモでんき料金に対してdポイント10%還元(通常は1%)
- dカードケータイ補償（回線紐づけ必須、最大10万円補償、端末購入から補償期間3年間、台数制限なし、全損紛失等のみ対象）
- dカードゴールドデスク（専用電話窓口）
- 国内・ハワイ空港ラウンジ無料
- 海外旅行保険（最大1億円）
- 海外航空便遅延費用特約
- 国内旅行保険（最大5,000万円）
- 国内航空便遅延費用特約
- お買い物あんしん保険（年間300万円）

### dカード PLATINUM
2024年（令和6年）11月25日より受付開始された．
- 年会費は27,000円（税抜）、家族カード1枚目無料、家族カード2枚目以降1,000円（税抜）/枚
- 年間ご利用額特典(ケータイ購入ご優待券など、税込100万円以上の利用ごとに10,000円分。最大400万円以上の利用で40,000円分。）
- GOLDカード保持者のドコモ携帯・ドコモ光・ドコモでんき料金に対してdポイントが最大で20%還元(通常は1%)

### dカード プリペイド
- 入会金、年会費は無料。
- 入会審査なし。
- 1つのdアカウント（ドコモ携帯電話の使用は問わない）につき1枚のみ発行可能。
- MasterCardやiD加盟店で使用できるブランドプリペイドカードの形態で発行される。
- あらかじめチャージした金額の範囲内で、MasterCardやiD（Apple Payを含む）として決済ができる。ただし、一部のMasterCard加盟店（インプリンタを利用した決済、ガソリンスタンド店頭、公共料金の支払いなど）やiDの加盟店では利用できない。
- チャージは以下のいずれかの方法で可能。
  - ローソン（ローソンストア100、ナチュラルローソン含む）の店頭レジでカードを提示（1000円から4万9000円まで1円単位。2018年8月5日までは1回のチャージにつき200円の手数料がかかっていたが、8月6日以降はチャージ手数料が廃止された。）
  - セブン銀行ATM（2018年8月6日サービス開始。1000円以上1000円単位、手数料無料。）
  - マイページ（500円から5万円まで1円単位）
    - ドコモの電話料金との合算
    - dポイント利用（1ポイントを1円分としてチャージ）
    - dカード払い（dカードの請求と合算）
    - クレジットカード払い（dカード・三井住友カードなど一部を除き一回あたり204円の手数料がかかる）
    - インターネットバンキング（一回あたり204円の手数料がかかる）
- dカードと同様、dポイントのポイントカード機能を持つ。
- ほかの各dカードと同様、特約店限定サービス（割引など）の一部を受けられる。

## 主な付帯サービス
現在、クレジット利用に関わるサービスのほとんどはSMCCの「クラシックカード」並びに「ゴールドカード」の制度を名称などカスタマイズして提供している。ポイントサービスはVJAの「ワールドプレゼント」では無くdポイントが契約者回線に対して積算される。

### Member's Menu
- SMCC提携カード会員向けの、dカードサイト上のWebサービス[14]。メニューの殆どはSMCCおよびVJAの「Vpass」に準拠している。

### dカード会員専用サービス
- 自社発行カード会員向けの、dカードサイト上のWebサービス[14]。

### ショッピングのリボルビング・分割払い
- 分割払いの回数は、3・5・6・10・12・15・18・20・24・30・36回払いがある。
- こえたらリボ（SMCの「安心オプション」と同一）
- 元金定額（dカードのリボ払いは元金定額リボルビング方式となる。SMC・VJA各社の「リボ21」と同一。）

### キャッシング
- おサイフケータイではiDに対応したATMであるアットバンクにて、カード利用は国内ではVJAグループ発行会社のカードが扱える各種CD・ATMで、世界ではVISAカードの場合PLUS、MasterCardの場合はCirrusに対応した箇所で現地通貨のキャッシングが利用可能。
- キャッシングリボ（SMC・VJAのサービスと同一のカードローン）
- キャッシング一括（翌月一括払い型のキャッシング。融資利率はSMCと異なり年18%。）

### その他オリジナルサービス
- ケータイ補償（旧:ドコモカードの付帯サービスと同一、ケータイ補償お届けサービスとは別。）
- WORLD WING端末（3GSM携帯電話）の無料レンタル
- 世界の対応する店で携帯電話をかざして使える「iD/NFC（旧:iD/PayPass）」に対応する（サービス詳細はMasterCardコンタクトレス参照。）。

## 沿革
- 2005年（平成17年）
  - 11月8日 - ドコモがiDを発表。
  - 12月1日 - iD提供開始。当初は、「三井住友カードiD」のみで利用できた。
- 2006年（平成18年）
  - 4月4日 - ドコモがDCMXを発表。
  - 4月28日 - DCMX miniが開始。
  - 5月26日 - DCMXが開始。
  - 5月28日 - DCMX miniの申し込みが15万を突破。
  - 7月末 - DCMX（miniを含む）の会員数が52万を突破。
  - 9月27日 - DCMX（miniを含む）の会員数が約80万を突破。
  - 11月12日 - DCMX（miniを含む）の会員数が約100万を突破。
- 2007年（平成19年）
  - 4月23日 - DCMX GOLD、DCMX ETCカードが開始[15]。
  - 6月25日 - DCMX MasterCardが開始[16]。
  - 7月 - DCMX（miniを含む）の会員数が300万を突破。
- 2008年（平成20年）2月 - DCMX（miniを含む）の会員数が500万を突破。
- 2009年（平成21年）8月24日 - DCMX（miniを含む）の会員数が1000万人を突破。
- 2015年（平成27年）12月1日 - dカードへ改称し、サービスを刷新。クレジットカードにもiDを搭載した。
- 2019年（令和元年）
  - 4月1日 - 三井住友カードとの資本提携を解消[5]。
  - 11月19日 - dカード miniをd払い（iD）に改称[17]。
- 2023年
  - 6月12日 - dカード（GOLD含む）本会員数および家族会員数の総数が1700万人を突破。
  - 7月31日 - dカード（GOLD含む）デザインが刷新され、従来の2色4種類から4色8種類へ拡大した。
- 2024年
  - 11月25日 - dカード PLATINUMを提供開始。

## DCMXを提供していた旧：ドコモグループ各社
NTTドコモが地域会社として運営されていた2008年6月までは、DCMXカードを提供する会社（提供会社）が当時のDCMX利用規約第2条の規定に従い次の基準によって決定された。したがって携帯電話とDCMXとで契約する旧：ドコモグループ各社が異なる場合があった。DCMX mini の場合、DCMX mini利用規約第1条第3項の規定により必ず一致する。なお、2008年7月の地域会社のNTTドコモ（中央）への合併後は、株式会社エヌ・ティ・ティ・ドコモが提供会社となっている。
- 契約申込者が届出携帯電話番号の契約名義人である場合は、原則として届出携帯電話番号に係る携帯電話サービスを提供する旧：ドコモグループ各社が提供会社となる。
- 契約申込者が届出携帯電話番号の契約名義人でない場合は、契約申込時に届け出た住所を電気通信事業の営業区域としている旧：ドコモグループ各社が提供会社となる。

旧：ドコモグループ各社の貸金業の規制等に関する法律における登録番号、及び旧：ドコモグループ各社の電気通信事業の営業区域（電気通信事業法における業務区域）は次表の通りである（電気通信事業の営業区域欄の太字は、旧：ドコモグループ各社の本社が所在した都道府県を示す）。現在の株式会社エヌ・ティ・ティ・ドコモの登録番号は、「関東財務局長(4)第01421号」である。
| 社名                           | 登録番号                   | 電気通信事業の営業区域                                                             |
| ------------------------------ | -------------------------- | ---------------------------------------------------------------------------------- |
| エヌ・ティ・ティ・ドコモ北海道 | 北海道財務局長(1)第00070号 | 北海道                                                                             |
| エヌ・ティ・ティ・ドコモ東北   | 東北財務局長(1)第00149号   | 青森県、岩手県、宮城県、秋田県、山形県及び福島県                                   |
| エヌ・ティ・ティ・ドコモ       | 関東財務局長(1)第01421号   | 茨城県、栃木県、群馬県、埼玉県、千葉県、東京都、神奈川県、新潟県、山梨県及び長野県 |
| エヌ・ティ・ティ・ドコモ東海   | 東海財務局長(1)第00162号   | 岐阜県、静岡県、愛知県及び三重県                                                   |
| エヌ・ティ・ティ・ドコモ北陸   | 北陸財務局長(1)第00049号   | 富山県、石川県及び福井県                                                           |
| エヌ・ティ・ティ・ドコモ関西   | 近畿財務局長(1)第00800号   | 滋賀県、京都府、大阪府、兵庫県、奈良県及び和歌山県                                 |
| エヌ・ティ・ティ・ドコモ中国   | 中国財務局長(1)第00135号   | 鳥取県、島根県、岡山県、広島県及び山口県                                           |
| エヌ・ティ・ティ・ドコモ四国   | 四国財務局長(1)第00089号   | 徳島県、香川県、愛媛県及び高知県                                                   |
| エヌ・ティ・ティ・ドコモ九州   | 福岡財務支局長(1)第00165号 | 福岡県、佐賀県、長崎県、熊本県、大分県、宮崎県、鹿児島県及び沖縄県                 |